# Sviby, Ormsö
Sviby är en by (estniska: küla) och ett färjeläge i Estland. Den ligger på Ormsö som ligger utanför landets västkust, i Ormsö kommun och landskapet Läänemaa, 96 kilometer sydväst om huvudstaden Tallinn. Byn hade 22 invånare år 2011.
Från Sviby utgår färjan som trafikerar sträckan Ormsö och Rus på estländska fastlandet. Sviby ligger utmed öns sydkust mot Svibyviken och havsområdet Moonsund. Byn angränsar till byarna Hullo (kommuncentrum) och Rumpo i väster, Rälby och Diby i norr samt Söderby och Hosby i öster. 
Sviby ligger på Ormsö som jämte Nuckö traditionellt har varit centrum för estlandssvenskarna. Ortnamnen på Ormsö minner om estlandssvenskarnas historia. Ormsö avfolkades nästan helt under andra världskriget när flertalet estlandssvenskar flydde till Sverige. 